# یواس‌اس بالینگر (ای‌پی‌ای-۲۳۴)
یواس‌اس بالینگر (ای‌پی‌ای-۲۳۴) (به انگلیسی: USS Bollinger (APA-234)) یک کشتی بود که طول آن ۴۵۵ فوت (۱۳۹ متر) بود. این کشتی در سال ۱۹۴۴ ساخته شد.